# Rosa 'Tivoli 150'
'Tivoli Gardens' o 'Tivoli' (el nombre del obtentor registrado de 'POUlduce'®), es un cultivar de rosa que fue conseguido en Dinamarca en 1994 por el rosalista danés Poulsen.

## Descripción
'Tivoli' es una rosa moderna cultivar del grupo Híbrido de té.
El cultivar procede del cruce de parentales de planta de semillero x planta de semillero.
Las altas formas arbustivas del cultivar tienen porte erguido y alcanza de 100 a 150 cm de alto y 70 cm de ancho. Las hojas son de color verde oscuro y semibrillante. Tallos con espinas.
Sus delicadas flores de color amarillo mantequilla. Fragancia mediana. Rosa de diámetro grande de 4.5" 50 a 65 pétalos. La flor con forma amplia, muy llena de más de 41 pétalos. En pequeños grupos, capullos altos centrados, floración en forma de copa. 
Florece en oleadas a lo largo de la temporada. Primavera o verano son las épocas de máxima floración, si se le hacen podas más tarde tiene después floraciones dispersas.

## Origen
El cultivar fue desarrollado en Dinamarca por el prolífico rosalista danés Poulsen, en 1994. 'Tivoli Gardens' es una rosa híbrida diploide con ascendentes parentales de planta de semillero x planta de semillero.
El obtentor fue registrado bajo el nombre cultivar de 'POUlduce'® por Poulsen en 1994 y se le dio el nombre comercial de exhibición 'Tivoli Gardens'™ y 'Tivoli'™.
También se le reconoce por los sinónimos de 'Tivoli 150', 'Tivoli Gardens', 'Tivoli', 'Château Pavie' y 'POUlduce'.
La rosa fue conseguida por hibridación por "L. Pernille Olesen"/"Mogens Nyegaard Olesen" en Dinamarca antes de 1994, e introducida en el mercado danés en 1994 por Poulsen Roser A/S como 'Tivoli'.
La rosa fue introducida en el Reino Unido por Cants of Colchester Ltd. en 1995 como 'Tivoli'.
La rosa fue introducida en Canadá mediante la solicitud "Canada - Application No: 98-1232
Applicant: Poulsen Roser ApS, Denmark".
La rosa fue introducida en la Comunidad Europea mediante la solicitud "European Union - Patent No: 315  on  2 Aug 1996/Application No: 19950445  on  2 Aug 1995/Holder: Poulsen Roser ApS. Denomination approved: POULDUCE./First commercialisation in EU: 28/01/1994/Expiry of protection on February 1, 2019.
Esta rosa es conocida como 'Tivoli Gardens' en Estados Unidos y 'Château Pavie' en Países Bajos. Conmemora el 150.º aniversario de los Jardines de Tivoli en Copenhague.

## Cultivo
Aunque las plantas están generalmente libres de enfermedades, es posible que sufran de punto negro en climas más húmedos o en situaciones donde la circulación de aire es limitada.
Las plantas toleran la sombra, a pesar de que se desarrollan mejor a pleno sol. En América del Norte son capaces de ser cultivadas en USDA Hardiness Zones 7b a más cálida. La resistencia y la popularidad de la variedad han visto generalizado su uso en cultivos en todo el mundo.
Puede ser utilizado para las flores cortadas, jardín o columnas. Vigorosa. En la poda de primavera es conveniente retirar las cañas viejas y madera muerta o enferma y recortar cañas que se cruzan. En climas más cálidos, recortar las cañas que quedan en alrededor de un tercio. En las zonas más frías, probablemente hay que podar un poco más que eso. Requiere protección contra la congelación de las heladas invernales.